# Субб'яно
Субб'яно (італ. Subbiano) — муніципалітет в Італії, у регіоні Тоскана,  провінція Ареццо.
Субб'яно розташований на відстані близько 195 км на північ від Рима, 55 км на південний схід від Флоренції, 12 км на північ від Ареццо.
Населення — 6331 особа (2014).
Щорічний фестиваль відбувається 31 травня. Покровитель — Santa Maria della Visitazione.

## Демографія
Населення за роками:

Станом на 1 січня 2023 року в муніципалітеті офіційно проживало 511 іноземців з 46 країн, серед них 239 громадян країн Євросоюзу та 12 громадян України.

## Сусідні муніципалітети
- Анг'ярі
- Ареццо
- Каполона
- Капрезе-Мікеланджело
- Кастель-Фоконьяно
- Кітіньяно
- К'юзі-делла-Верна